# Темляков, Алексей Александрович
Алексей Александрович Темляков (30 марта 1903, Царевококшайск, Казанская губерния — 1968) — советский математик, кандидат физико-математических наук.

## Биография
Родился в 1903 году в Йошкар-Оле в Марийской области. В 1914 году получил начальное образование, в дальнейшем обучался в педагогическом техникуме, который окончил в 1921 году.
В 1928 году окончил физико-математический факультет Казанского университета.
С 1933 года по 1938 год работал в Томском университете, затем с 1938 года по 1946 год заведующий кафедрой математического анализа, кафедрой высшей математики Пермского Государственного университета (с 1942 года заведующий кафедрой математики эвакуированного Ленинградского университета в Молотов).
В 1945 году был зачислен в докторантуру математического института АН СССР, после окончания которой работал в Москве.
С 1949 года по 1968 год — заведующий кафедрой математического анализа и геометрии Московского областного педагогического института.
Скончался в 1968 году.

## Избранные труды
— А. А. Темляков, «О гармонических функциях и решениях волнового уравнения с тремя независимыми переменными», Матем. сб., 14(56):1-2 (1944), 133—154
— А. А. Темляков, «Аналитическое продолжение функции двух переменных», Матем. сб., 19(61):1 (1946), 73-84
— А. А. Темляков, «О гармонических функциях и функциях двух комплексных переменных с аналитической определяющей функцией», УМН, 5:1(35) (1950), 240—245
— А. А. Темляков, «Интегральное представление функций двух комплексных переменных», Изв. АН СССР. Сер. матем., 21:1 (1957), 89-92
— А. А. Темляков, «Интегральные представления», Докл. АН СССР, 131:2 (1960), 263—264
— А. А. Темляков, «Интегральные представления для мероморфных функций», Докл. АН СССР, 143:5 (1962), 1057—1059